# Spartathlon

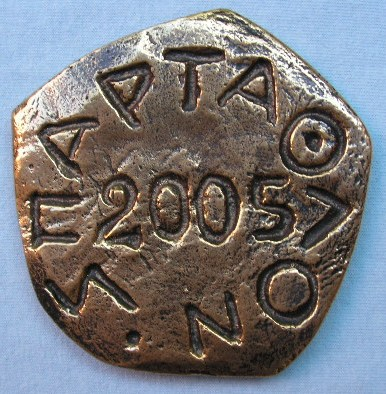
Segermedaljens framsida

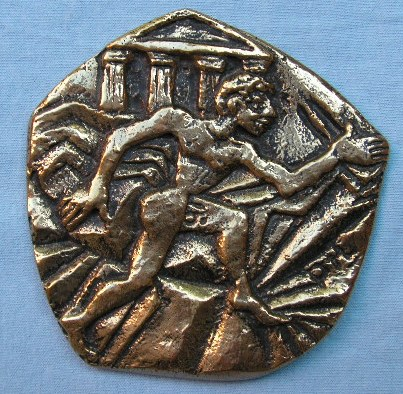
Segermedaljens baksida

Spartathlon (Σπάρταθλον) är ett ultramaratonlopp som går från Aten till Sparta, en sträcka på totalt 245,3 km. Loppet är baserat på legenden om Feidippides som ska ha sprungit sträckan innan slaget vid Marathon år 490 f.Kr. för att hämta hjälp från Spartanerna. Denna löptur ska ha tagit Feidippides en och en halv dag. Spartanerna ska ha sänt förstärkningar, men dessa kom fram först efter att slaget var avgjort.
1982 beslöt sig fem RAF-officerare för att testa om det var möjligt att springa sträckan så snabbt som Feidippides påstås ha gjort. Tre av officerarna lyckades springa hela sträckan inom tidsramarna, och året därpå arrangerades loppet officiellt för första gången, med en maxtid på 36 timmar.

## Svenskar i Spartathlon
Följande svenskar har gått i mål i Spartathlon (maxtiden på 36 timmar gör att de flesta, cirka 2/3, bryter loppet). Av dessa är Rune Larsson den mest framträdande, med tre segrar i loppet, 1987, 1988 och 1993. Även hans fru Mary Larsson har vunnit loppet 1984, 1985, 1986, 1989 och 1998.
Bertil Palmqvist är en av de i världen som har sprungit flest Spartathlon utan att ha tagit sig i mål.
| Rang | Namn                   | Bästa tid | Bästa år | Slutförda år                                                           |
| ---- | ---------------------- | --------- | -------- | ---------------------------------------------------------------------- |
| 1    | Rune Larsson           | 24:41.46  | 1987     | 1985, 1986, 1987, 1988, 1989, 1990                                     |
| 2    | Dan Välitalo           | 26:05:34  | 2018     | 2015, 2017, 2018                                                       |
| 3    | Andreas Falk           | 27:58:42  | 2012     | 2011, 2012, 2017                                                       |
| 4    | Johan Steene           | 28:30:43  | 2013     | 2013, 2015                                                             |
| 5    | Mary Larsson           | 28:46:58  | 1998     | 1984, 1985, 1986, 1989, 1990, 1992, 1994, 1996, 1998, 2000, 2005, 2006 |
| 6    | Bjorn Eric Jungnelius  | 28:51:00  | 1997     | 1997                                                                   |
| 7    | Mikael Andersson       | 29:44:26  | 2011     | 2009, 2011, 2013                                                       |
| 8    | Kjell-Ove Skoglund     | 30:40:00  | 1997     | 1993, 1996, 1997, 1998, 2001, 2002, 2004                               |
| 9    | Tobias Lundgren        | 30:40.28  | 2017     | 2015, 2016, 2017, 2019, 2021, 2021                                     |
| 10   | Sandra Lundqvist       | 30:48:05  | 2017     | 2017, 2019, 2022                                                       |
| 11   | Mattias Bramstång      | 30:54:42  | 2008     | 2007, 2008                                                             |
| 12   | Hugo Liss              | 30:59:00  | 1986     | 1986                                                                   |
| 13   | Ivan Bretan            | 31:32:55  | 2016     | 2016                                                                   |
| 14   | Bertil Järlåker        | 31:44:44  | 1983     | 1983                                                                   |
| 15   | Otto Elmgart           | 31:45:16  | 2006     | 2006, 2010                                                             |
| 16   | Ken Hakata             | 32:48:03  | 2016     | 2016                                                                   |
| 17   | Tommy Tedelund         | 33:02:13  | 2017     | 2017                                                                   |
| 18   | Fredrik Elinder        | 33:02:26  | 2008     | 2008                                                                   |
| 19   | Henrik Lowemark        | 33:04:01  | 2018     | 2018, 2019                                                             |
| 20   | Kenny Wallström        | 33:05:38  | 2004     | 2003, 2004                                                             |
| 21   | Anders Hellner         | 33:23:53  | 2019     | 2019                                                                   |
| 22   | Jonas Wängberg         | 33:25:19  | 2017     | 2014, 2017                                                             |
| 23   | Petra Hurtig           | 33:47:13  | 2021     | 2021                                                                   |
| 24   | Annika Nilrud          | 33:49:56  | 2015     | 2015                                                                   |
| 25   | Linda Bengtsson        | 33:50:28  | 2018     | 2016, 2018                                                             |
| 26   | Ulf Widing             | 33:52:00  | 1994     | 1994                                                                   |
| 27   | Fredrik Aulin Engdahl  | 33:52:36  | 2016     | 2016                                                                   |
| 28   | Roger Kjelsson         | 34:19:55  | 2019     | 2019                                                                   |
| 29   | Anders Thunberg        | 34:26:19  | 2005     | 2005                                                                   |
| 30   | Christian Ritella      | 34:32:53  | 2006     | 2006, 2007                                                             |
| 31   | Frannois Valotton      | 34:46:00  | 1994     | 1994                                                                   |
| 32   | Jonas Davidsson        | 34:48:13  | 2014     | 2014                                                                   |
| 33   | Jan-Erik Ramström      | 35:24:13  | 2018     | 2018                                                                   |
| 34   | Henrik Roos            | 35:31:30  | 2019     | 2019                                                                   |
| 35   | Jesper Åstrom          | 35:34:59  | 2023     | 2023                                                                   |
| 36   | Patrik Alvånger        | 35:35:00  | 2023     | 2023                                                                   |
| 37   | Fredrik Stjärnvy       | 35.37:55  | 2022     | 2022                                                                   |
| 38   | Christer Tinnerholm    | 35:46:18  | 2019     | 2019                                                                   |
| 39   | Anna-Maria Trollsfjord | 35:46:26  | 2019     | 2019                                                                   |
| 40   | Johan Svahn            | 35:48:32  | 2023     | 2023                                                                   |

## Vinnare

### Män[4]
Tid = TT:MM:SS
| År   | Vinnare                        | Nationalitet   | Tid      | Tvåa                       | Nationalitet   | Tid      | Trea                           | Nationalitet   | Tid      |
| ---- | ------------------------------ | -------------- | -------- | -------------------------- | -------------- | -------- | ------------------------------ | -------------- | -------- |
| 2018 | Yoshihiko Ishikawa             | Japan          | 22:55:13 | Radek Brunner              | Tjeckien       | 23:37:25 | João Oliveira                  | Portugal       | 24:34:30 |
| 2017 | Aleksandr Sorokin              | Litauen        | 22:04:04 | Radek Brunner              | Tjeckien       | 22:49:37 | Nikolaos Sideridis             | Grekland       | 22:58:40 |
| 2016 | Andrzej Radzikowski            | Polen          | 23:02:23 | Marco Bonfiglio            | Italien        | 23:36:58 | Brunner Radek                  | Tjeckien       | 24:07:29 |
| 2015 | Florian Reus                   | Tyskland       | 23:16:44 | Dan Lawson                 | Storbritannien | 23:53:05 | Hansen Kim                     | Danmark        | 23:53:52 |
| 2014 | Ivan Cudin                     | Italien        | 22:27:57 | Florian Reus               | Tyskland       | 23:56:19 | Andrzej Radzikowski            | Polen          | 25:48:25 |
| 2013 | João Oliveira                  | Portugal       | 23:28:31 | Florian Reus               | Tyskland       | 25:29:11 | Ivan Cudin                     | Italien        | 25:53:44 |
| 2012 | Stu Thoms                      | Tyskland       | 26:28:19 | Tetsuo Kiso                | Japan          | 26:36:23 | Markus Thalmann                | Österrike      | 27:14:25 |
| 2011 | Ivan Cudin                     | Italien        | 22:57:40 | Yuji Sakai                 | Japan          | 24:22:24 | Michael Vanicek                | Tyskland       | 24:55:59 |
| 2010 | Ivan Cudin                     | Italien        | 23:03:06 | Jan Albert Lantink         | Nederländerna  | 23:31:00 | Jan Prochaska                  | Tyskland       | 24:56:00 |
| 2009 | Ryōichi Sekiya                 | Japan          | 23:48:24 | Lars Skytte Christoffersen | Danmark        | 24:32:00 | Jon Harald Berge               | Norge          | 25:10:00 |
| 2008 | Scott Jurek                    | USA            | 22:20:01 | Markus Thalmann            | Österrike      | 24:52:09 | Lars Skytte Christoffersen     | Danmark        | 25:29:41 |
| 2007 | Scott Jurek                    | USA            | 23:12:14 | Piotr Kurylo               | Polen          | 24:29:41 | Valmir Nunes                   | Brasilien      | 25:37:40 |
| 2006 | Scott Jurek                    | USA            | 22:52:18 | Ryōichi Sekiya             | Japan          | 24:14:11 | Masayuki Ohtaki (Otaki, Ōtaki) | Japan          | 25:19:12 |
| 2005 | Jens Lukas                     | Tyskland       | 24:20:39 | Jean-Jacques Moros         | Frankrike      | 25:03:30 | Markus Thalmann                | Österrike      | 26:34:42 |
| 2004 | Jens Lukas                     | Tyskland       | 25:49:59 | Markus Thalmann            | Österrike      | 26:20:02 | Martin Juri                    | Australien     | 27:19:15 |
| 2003 | Markus Thalmann                | Österrike      | 23:28:24 | Valmir Nunes               | Brasilien      | 25:30:35 | Jean-Jacques Moros             | Frankrike      | 26:26:16 |
| 2002 | Ryōichi Sekiya                 | Japan          | 23:47:54 | Markus Thalmann            | Österrike      | 25:16:56 | Jeffry Oonk                    | Nederländerna  | 26:58:55 |
| 2001 | Valmir Nunes                   | Brasilien      | 23:18:05 | Jens Lukas                 | Tyskland       | 24:46:51 | Ryōichi Sekiya                 | Japan          | 25:27:30 |
| 2000 | Masayuki Ohtaki (Otaki, Ōtaki) | Japan          | 24:01:10 | Jens Lukas                 | Tyskland       | 24:59:54 | Cees Verhagen                  | Nederländerna  | 25:35:50 |
| 1999 | Jens Lukas                     | Tyskland       | 25:38:03 | Jean Pierre Guyomarch      | Frankrike      | 27:08:57 | Jun Onoki                      | Japan          | 27:16:36 |
| 1998 | Kostas Reppos                  | Grekland       | 25:11:41 | Kenzi(Kenji) Okiyama       | Japan          | 26:13:13 | James Zarei                    | Storbritannien | 26:44:04 |
| 1997 | Constantinos Repos             | Grekland       | 23:37:00 | Kenji Okiyama              | Japan          | 25:55:00 | Rune Larsson                   | Sverige        | 28:11:00 |
| 1996 | Roland Vuillemenot             | Frankrike      | 26:21:00 | Mravlje Dusan              | Slovenien      | 27:55:00 | Roy Pirrung                    | USA            | 27:56:32 |
| 1995 | James Zarei                    | Storbritannien | 25:59:42 | Vasilios Chalkias          | Grekland       | 27:49:46 | Kazuyoshi Ikeda                | Japan          | 28:12:00 |
| 1994 | James Zarei                    | Storbritannien | 26:15:00 | Kenji Okiyama              | Japan          | 25:55:00 | Peeter Kirppu                  | Estland        | 26:07:00 |
| 1993 | Rune Larsson                   | Sverige        | 25:57:12 | Jean-Claude Lapeyrigne     | Frankrike      | 29:48:00 | Schutze W.D.                   | Tyskland       | 29:50:38 |
| 1992 | Rusko Kantief                  | Bulgarien      | 24:08:13 | Paul Beckers               | Belgien        | 25:05:48 | Roy Pirrung                    | USA            | 28:33:02 |
| 1991 | Seppo Tapio Leinonen           | Finland        | 24:15:31 | János Bogár                | Ungern         | 30:25:07 | George Stoakes                 | Storbritannien | 30:50:35 |
| 1990 | Yiannis Kouros                 | Grekland       | 21:57:00 | János Bogár                | Ungern         | 24:49:19 | Rune Larsson                   | Sverige        | 25:28:48 |
| 1989 | János Bogár                    | Ungern         | 24:15:31 | Rune Larsson               | Sverige        | 24:42:05 | Seiichi Morikawa               | Japan          | 26:08:18 |
| 1988 | Rune Larsson                   | Sverige        | 24:42:05 | James Zarei                | Iran           | 25:59:42 | Georges Makris                 | Grekland       | 26:47:00 |
| 1987 | Rune Larsson                   | Sverige        | 24:41:46 | Patrick Macke              | Storbritannien | 26:41:51 | James Zarei                    | Storbritannien | 27:27:16 |
| 1986 | Yiannis Kouros                 | Grekland       | 21:51:00 | Ernő Kis-Király            | Ungern         | 26:07:00 | Peter Mann                     | Tyskland       | 26:41:00 |
| 1985 | Patrick Macke                  | Storbritannien | 23:18:00 | Dusan Mravlje              | Jugoslavien    | 24:39:22 | Jean Calbera                   | Frankrike      | 24:42:00 |
| 1984 | Yiannis Kouros                 | Grekland       | 20:25:00 | Dusan Mravlje              | Jugoslavien    | 23:44:00 | Patrick Macke                  | Storbritannien | 24:32:05 |
| 1983 | Yiannis Kouros                 | Grekland       | 20:29:04 | Dusan Mravlje              | Jugoslavien    | 24:40:38 | Alan Fairbrother               | Storbritannien | 27:39:14 |

### Kvinnor[4]
Tid = TT:MM:SS
| År   | Vinnare                                       | Nationalitet   | Tid      | Tvåa                                             | Nationalitet   | Tid      | Trea                 | Nationalitet   | Tid      |
| ---- | --------------------------------------------- | -------------- | -------- | ------------------------------------------------ | -------------- | -------- | -------------------- | -------------- | -------- |
| 2018 | Zsuzsanna Maraz                               | Ungern         | 27:04:28 | Kateřina Kašparová                               | Tjeckien       | 27:46:27 | Teija Honkonen       | Finland        | 28:34:29 |
| 2017 | Patrycja Bereznowska                          | Polen          | 24:48:18 | Zsuzsanna Maraz                                  | Ungern         | 25:43:40 | Aleksandra Niwińska  | Polen          | 26:28:48 |
| 2016 | Katalin Nagy                                  | USA            | 25:22:26 | Smith Pam                                        | USA            | 27:11:53 | Maraz Zsuzsanna      | Ungern         | 27:44:01 |
| 2015 | Katalin Nagy                                  | USA            | 25:06:05 | Alyson Venti                                     | USA            | 26:50:51 | Szilvia Lubics       | Ungern         | 29:18:44 |
| 2014 | Szilvia Lubics                                | Ungern         | 26:53:40 | Katalin Nagy                                     | USA            | 28:55:03 | Eva Esnaola          | Spanien        | 30:52:41 |
| 2013 | Szilvia Lubics                                | Ungern         | 28:03:04 | Antje Krause                                     | Tyskland       | 30:07:15 | Heike Bergmann       | Tyskland       | 30:22:03 |
| 2012 | Elizabeth Hawker (även trea överlag det året) | Storbritannien | 27:02:17 | Leonie van den Haak                              | Nederländerna  | 28:42:36 | Szilvia Lubics       | Ungern         | 29:45:56 |
| 2011 | Szilvia Lubics                                | Ungern         | 29:07:39 | Ruth Podgornik Res                               | Slovenien      | 32:17:19 | Mimi Anderson        | Storbritannien | 32:33:23 |
| 2010 | Emily Gelder                                  | Storbritannien | 30:17:03 | Heather Fouwdlink-Hawker                         | Storbritannien | 32:43:00 | Yoshiko Matsuda      | Japan          | 33:31:00 |
| 2009 | Sumie Inagaki                                 | Japan          | 27:39:49 | Yoshiko Matsuda                                  | Japan          | 31:16:00 | Lisa Bliss           | USA            | 32:27:00 |
| 2008 | Sook-Hue Hur                                  | Sydkorea       | 30:03:22 | Stacey Bunton                                    | USA            | 31:25:59 | Heinlein Marika      | Tyskland       | 31:39:19 |
| 2007 | Akiko Sakamoto                                | Japan          | 31:09:24 | Vrigitte Bec                                     | Frankrike      | 31:56:03 | Kimie Noto           | Japan          | 32:11:05 |
| 2006 | Sumie Inagaki                                 | Japan          | 28:37:20 | Takako Furuyama                                  | Japan          | 31:40:31 | Mary Larsson-Hanudel | USA            | 31:41:56 |
| 2005 | Kimie Noto                                    | Japan          | 30:23:07 | Elke Streicher                                   | Tyskland       | 32:19:59 | Anke Drescher        | Tyskland       | 32:52:23 |
| 2004 | Kimie Noto                                    | Japan          | 29:57:40 | Hiroko Okiyama                                   | Japan          | 31:01:17 | Anke Drescher        | Tyskland       | 32:55:26 |
| 2003 | Akiko Sakamoto                                | Japan          | 29:07:44 | Sumie Inagaki                                    | Japan          | 29:38:54 | Barbara Szlachetka   | Tyskland       | 31:50:23 |
| 2002 | Irina Reutovich                               | Ryssland       | 28:10:48 | Hiroko Okiyama                                   | Japan          | 30:25:49 | Mayumi Okabe         | Japan          | 31:33:35 |
| 2001 | Alzira Portela-Lario                          | Portugal       | 30:31:41 | Kimie Funada(senare Kimie Noto)                  | Japan          | 33:49:17 | Heike Pawzik         | Tyskland       | 34:41:10 |
| 2000 | Hiroko Okiyama                                | Japan          | 29:16:37 | Mary Larsson                                     | USA            | 30:56:16 | Helga Backhaus       | Tyskland       | 31:35:24 |
| 1999 | Anny Monot                                    | Frankrike      | 35:38:08 | Kimie Funada(senare Kimie Noto)                  | Japan          | 35:41:31 | -                    | -              | -        |
| 1998 | Mary Larsson                                  | Sverige        | 28:46.58 | Kimie Funada(senare Kimie Noto)                  | Japan          | 29:32:21 | Helga Backhaus       | Tyskland       | 29:53:49 |
| 1997 | Helga Backhaus                                | Tyskland       | 30:39:00 | Kimie Funada(senare Kimie Noto)                  | Japan          | 33:36:00 | Heike Pawzik         | Tyskland       | 33:46:00 |
| 1996 | Helga Backhaus                                | Tyskland       | 29:33:00 | Kimie Funada(senare Kimie Noto)                  | Japan          | 33:36:00 | Heike Pawzik         | Tyskland       | 33:46:00 |
| 1995 | Kimie Funada (senare Kimie Noto)              | Japan          | 29:32:21 | Helga Backhaus                                   | Tyskland       | 30:41:00 | Miyako Yoshikoshi    | Japan          | 35:40:31 |
| 1994 | Helga Backhaus                                | Tyskland       | 30:39:00 | Kazuko Kaihata                                   | Japan          | 34:12:17 | Miyako Yoshikoshi    | Japan          | 34:33:21 |
| 1993 | Sigrid Lomsky                                 | Tyskland       | 32:46:17 | Marie Bertrand                                   | Frankrike      | 33:47:12 | Miyako Yoshikoshi    | Japan          | 34:18:00 |
| 1992 | Hilary Walker                                 | Storbritannien | 31:23:30 | Mary Hanudel-Larsson                             | USA            | 33:47:00 | Miyako Yoshikoshi    | Japan          | 33:47:52 |
| 1991 | Ursula Blasberg                               | Tyskland       | 34:42:45 | -                                                | -              | -        | -                    | -              | -        |
| 1990 | Anne-Marie Deguilhem                          | Frankrike      | 34:07:41 | Pascale Mahe                                     | Frankrike      | 35:08:03 | Mary Hanudel-Larsson | USA            | 35:31:30 |
| 1989 | Mary Hanudel (senare Mary Larsson)            | USA            | 31:57:23 | Monika Kuno                                      | Tyskland       | 34:10:00 | Eiko Endo            | Japan          | 34:36:49 |
| 1988 | -                                             | -              | -        | -                                                | -              | -        | -                    | -              | -        |
| 1987 | Hilary Walker                                 | Storbritannien | 31:23:30 | Waltraud Reisert                                 | Tyskland       | 35:31:56 | -                    | -              | -        |
| 1986 | Mary Hanudel (senare Mary Larsson)            | USA            | 31:46:45 | Waltraud Reisert                                 | Tyskland       | 33:21:00 | -                    | -              | -        |
| 1985 | Mary Hanudel (senare Mary Larsson)            | USA            | 34:10    | -                                                | -              | -        | -                    | -              | -        |
| 1984 | Mary Hanudel (senare Mary Larsson)            | USA            | 30:27:00 | Marcy Schwam Lorna Richey (senare Lorna Michael) | USA            | 34:15:10 | -                    | -              | -        |
| 1983 | Eleanor Robinson (f.d. Adams)                 | Storbritannien | 32:37:52 | -                                                | -              | -        | -                    | -              | -        |